# Aranyhegyi-patak
Aranyhegyi-patak är ett vattendrag i Ungern. Det ligger i den centrala delen av landet, 8 km norr om huvudstaden Budapest.